# Zimmerische Chronik

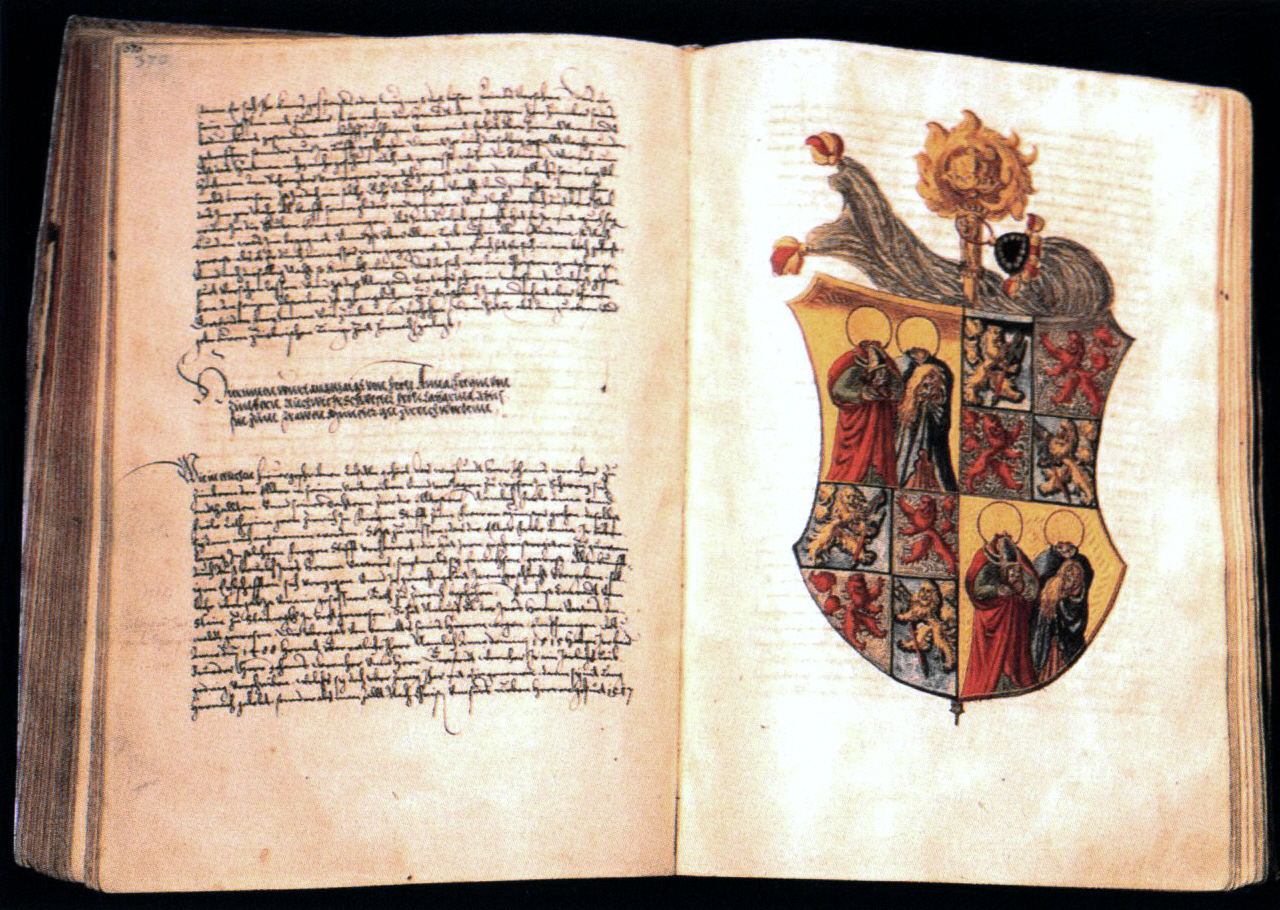
Handschrift B, aufgeschlagen

Als Zimmerische Chronik (auch Chronik der Grafen von Zimmern, seltener Zimmernsche Chronik oder Zimmersche Chronik) bezeichnet man ein deutsches Geschichtswerk aus der Mitte des 16. Jahrhunderts. Die Familienchronik der schwäbischen Herren von Zimmern (seit 1538: Grafen) wurde 1540/1558 bis 1566 von Froben Christoph von Zimmern im Schloss Meßkirch geschrieben.
Die Chronik ist eine herausragende Quelle zur Kultur des Adels im 16. Jahrhundert, dessen Werten und Familienleben, aber auch zur Volkskultur.

## Inhalt

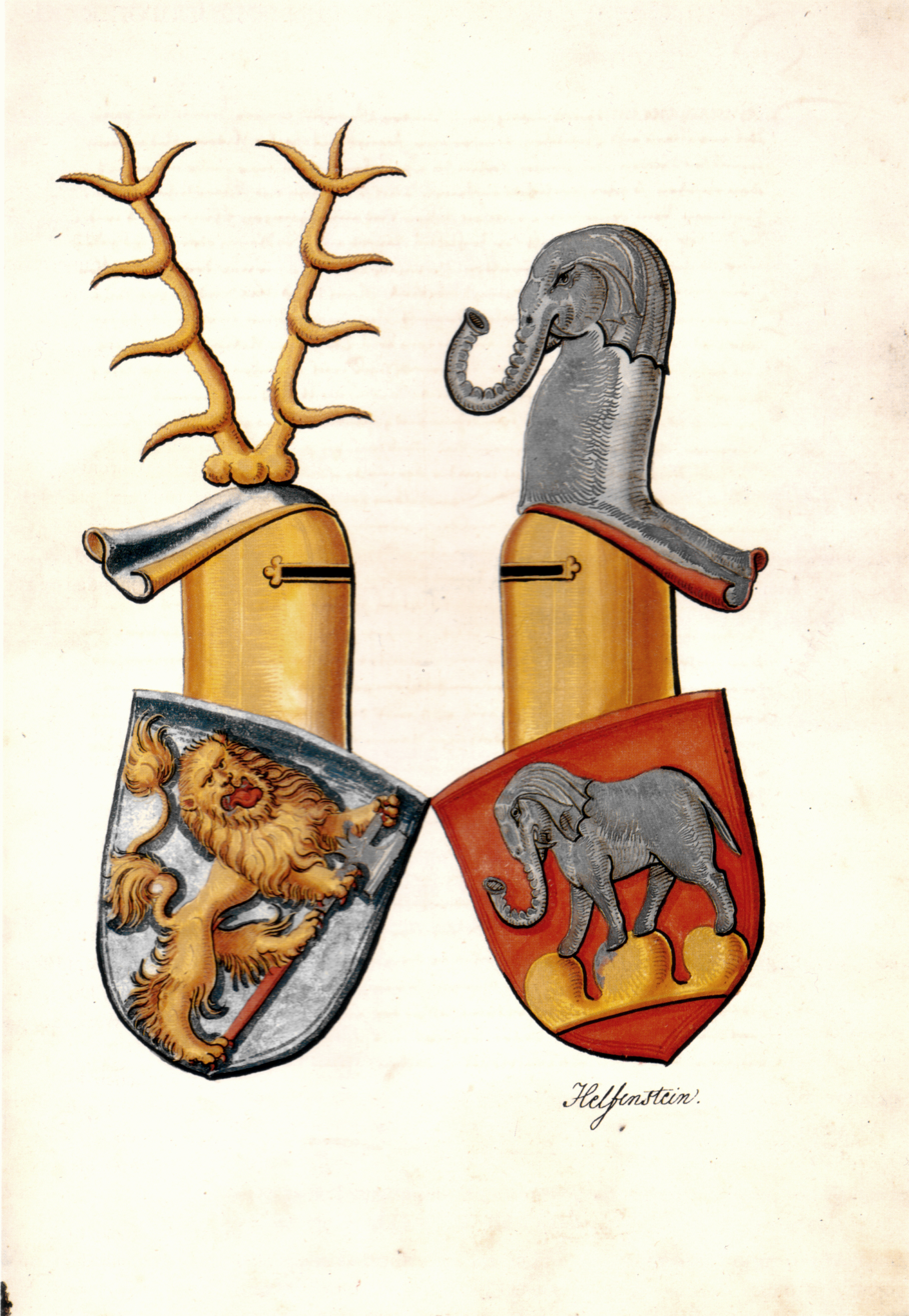
Illustration der Zimmerischen Chronik, Cod. Don. 580a, Seite 33

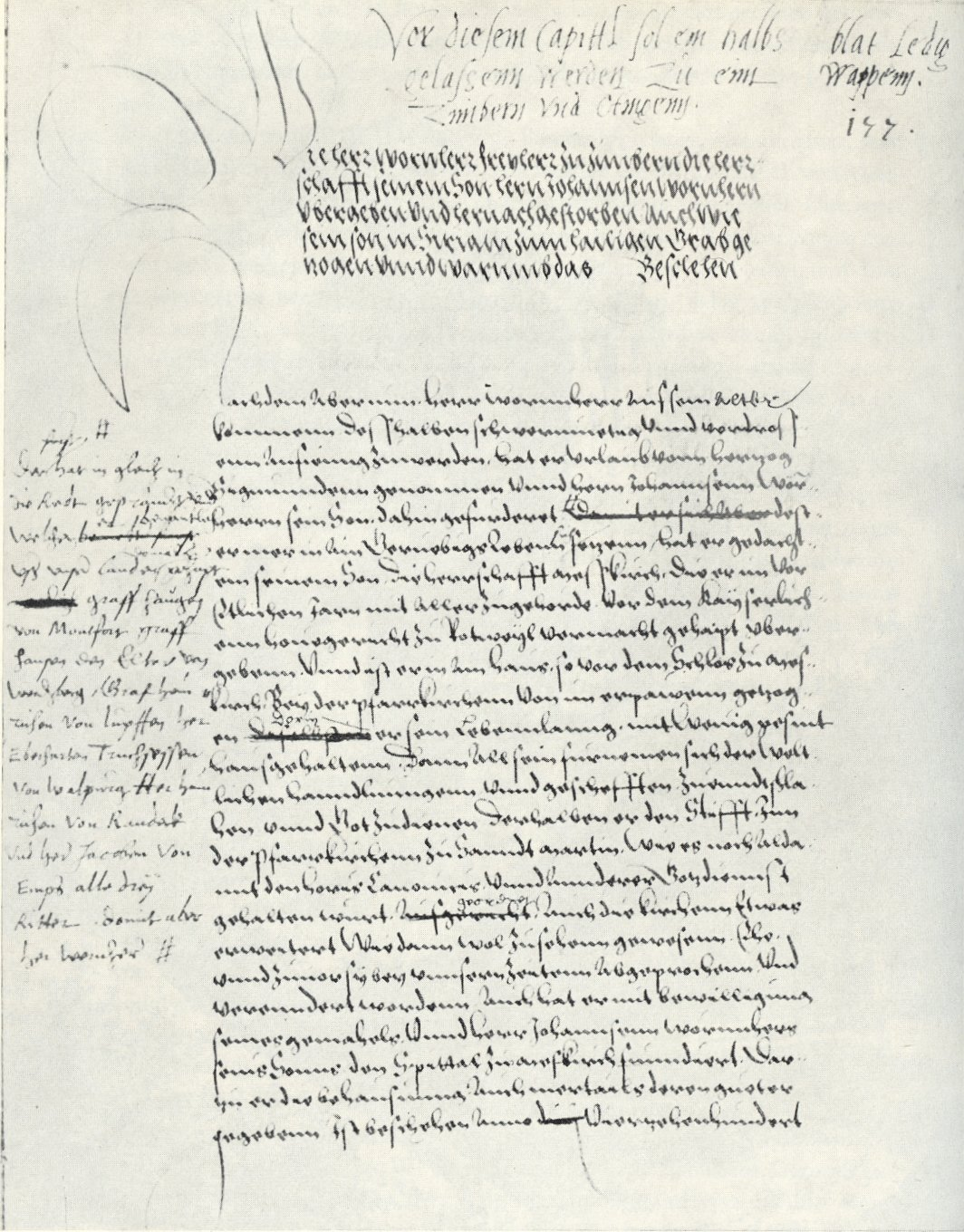
Blatt 177 aus der Handschrift A mit eigenhändigen Korrekturen Froben Christophs

Die Zimmerische Chronik unterscheidet sich von anderen zeitgenössischen Adels- und Bistumschroniken (und somit auch vom Werk Wilhelm Werners von Zimmern) dadurch, dass sie über genealogische Aufzählungen von Generationsabfolgen hinausgeht und die beschriebenen Personen als psychologisch differenzierte Persönlichkeiten darstellt. Dies geschieht nicht nur für die Familienmitglieder der Zimmern, sondern auch für benachbarte Adelsgeschlechter: Württemberg, Zollern, Werdenberg, Waldburg, Fürstenberg, Thengen etc.
Dabei werden zur Charakterisierung auch dem literarisch gebildeten zeitgenössischen Leser bekannte Bilder und Fabeln sowie Fazetien herangezogen. Einige der Berichte erlangen dadurch den Charakter dessen, was wir heute als Urban Legend bezeichnen.
Die Chronik ist überwiegend in der dritten Person erzählt, gelegentlich schleicht sich ein Ich ein. Seit der Monographie von Jenny (1959) gilt Graf Froben Christoph von Zimmern (1519–1566) als Alleinverfasser. Früher galt sein Sekretär Johannes (Hans) Müller († um 1600) als Mitautor, er war aber vermutlich lediglich als Schreiber tätig. Dass die Chronik wesentlich beeinflusst wurde von Froben Christophs Onkel, dem Kammerrichter und Historiker Wilhelm Werner von Zimmern, ist sicherlich richtig. Jedoch zeichnet sich Froben Christophs Werk durch einen eigenständigen Stil und einen völlig anders gelagerten Erzählansatz aus. Eine Unterscheidung in einen wissenschaftlich arbeitenden Onkel und einen dilettierenden Neffen ist daher nicht aufrechtzuerhalten.
Froben Christoph verfasste bereits 1540 den Liber rerum Cimbriacarum. Dieser kann als Vorläufer der Zimmerischen Chronik gelten. Das Original ist nicht erhalten, aber es ist uns durch zwei Abschriften bekannt. Der Inhalt entspricht bereits dem Grundgerüst der späteren Chronik:
- Cimberndeduktion – Ableitung der Abstammung Zimmerns von den Cimbern
- Zwangsverpflanzung römischer Adliger in den Schwarzwald durch Karl den Großen, den ersten Zimmern
- Lücke von 120 Jahren
- Hunneneinfall 934: Beginn der Stammfolge mit dem siegreichen Helden eines Zweikampfs mit einem hunnischen Riesen (fehlt in der Chronik).
- Danach lückenlose Auflistung des Namensgerüsts des Stammbaums (Mann, Frau, Kinder)
- 1104: Sage vom Hirschwunder auf dem Stromberg.
- Mit Konrad von Reichenau Beginn der historischen Nachrichten.
- Das Rohrdorfer Erbe, Anfang 14. Jahrhundert, ist die endgültige Abkehr von den Erfindungen.
- Die Klage über den Unfall der Familie (Werdenbergfehde, Ächtung des Großvaters) 1486, leitet die „Gegenwart“ ein.
- Der Vater Johannes Werner wird nur mit Namen erwähnt.
- Der Onkel Gottfried Werner wird mit einem Panegyrikus gewürdigt.
- Die Ausführungen über Wilhelm Werner sind am ergiebigsten. Froben Christoph zollt ihm Dank für Ratschläge, Unterstützung und Förderung.

Die Zimmerische Chronik ist im Gegensatz zum Liber rerum Cimbriacarum deutlich erzählerischer angelegt, was im Liber rerum nur in der Cimberndeduktion und in der Strombergsage der Fall ist.
Die Schwänke und unterhaltsamen Geschichten werden von Froben Christoph sehr bewusst und zielgerichtet eingesetzt. Sie dienen der Charakterisierung der von ihm beschriebenen Personen anhand literarischer Muster, die dem damaligen Leser sehr wohl bekannt waren.

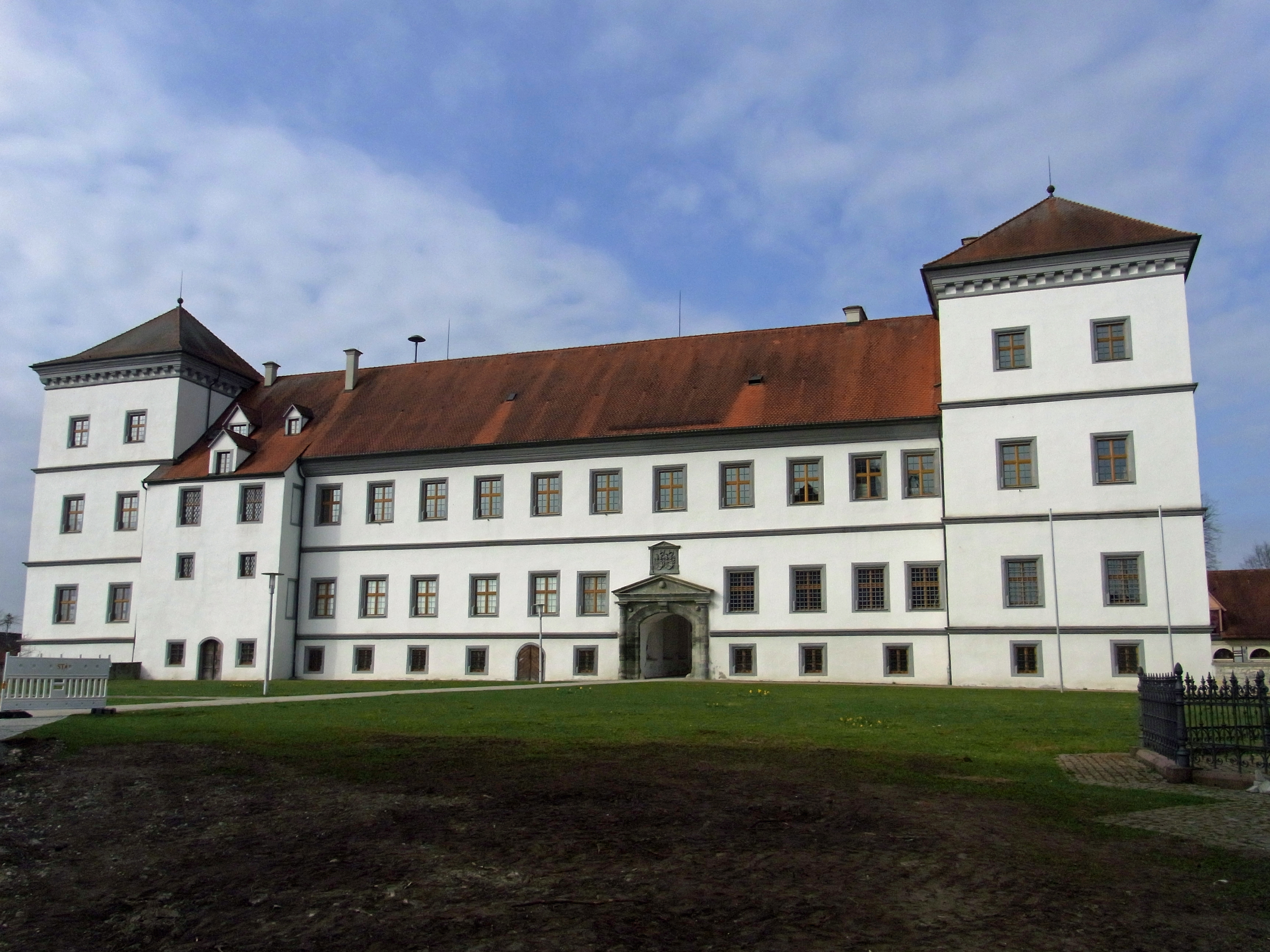
Das Schloss der Grafen von Zimmern in Meßkirch

Der Zweck der Chronik bestand erstens darin, nach dem Aufstieg des Hauses in den Grafenstand zukünftigen Generationen Belege für die Herkunft und den Besitzstand der Familie zu liefern (vergangene Generationen waren nachlässig in der Bewahrung von Dokumenten; noch Gottfried Werner ließ es zu, dass aus alten Pergamenten Leim gesiedet wurde). Zweitens sollten die Handlungen der zimmerischen Vorfahren als Anweisung für zukünftige Mitglieder des Hauses Zimmern dienen. Deshalb durchzieht die Verurteilung verschwenderischen Verhaltens und des Verkaufs zimmerischen Gutes einerseits und das Lob der Besitzmehrung andererseits wie ein roter Faden die Chronik. Der Dienst für mächtigere Herrscherhäuser, z. B. Österreich oder Württemberg, wird verurteilt; er war meist im Nachhinein mit Nachteilen für das Haus Zimmern verbunden. Beispiele aus anderen Adelshäusern werden einzig aus diesem Gesichtspunkt ebenfalls herangezogen.

## Überlieferung und Editionsgeschichte
Die Chronik ist in zwei Handschriften überliefert:
- Hs. 580: Zwei im Jahre 1792 getrennte, papierne Foliobände, im ersten die Seiten 1 bis 802, im zweiten die Seiten 803 bis 1567. Die Bände sind mit 41 Wappenbildern, einem Bannerträger und drei Schmuckseiten mit Ornamentranken bebildert. Der Haupttext der Chronik reicht bis Seite 1181. Bis Seite 1557 folgen Nachträge, bis Seite 1567 schließt sich ein Literaturverzeichnis an. In der Sekundärliteratur werden die Foliobände oft auch als Handschriften B1 und B2 bezeichnet.
- Hs. 581: Eine Pergamenthandschrift, 296 Blatt, in alter Foliierung, geschrieben von der Hand des Sekretärs Hans Müller aus Meßkirch, mit Korrekturen von Graf Froben Christoph von Zimmern versehen. Der Band wurde verstümmelt, alle Illustrationen bis auf ein Wappenbild herausgeschnitten und eine Anzahl Blätter durchgerissen oder entfernt. In der Sekundärliteratur oft auch als Handschrift A bezeichnet.

Anhand von Schriftvergleichen konnten in den Handschriften drei Schreiber nachgewiesen werden. Den Schwerpunkt nimmt hier der seit 1552 im Dienste Gottfried Werners von Zimmer nachweisbare Schreiber Hans Müller ein. Die Hälfte der Nachträge stammen von der Hand eines unbekannten Schreibers und die umfangreichen Korrekturvermerke, insbesondere in der Handschrift A, stammen von Froben Christoph von Zimmern selbst. Eine Verfasserschaft Hans Müllers lässt sich aber daraus nicht ableiten.
Gerhard Wolf leitet aus Hinweisen aus der Chronik den Beginn der Niederschrift von Handschrift A auf das Jahr 1554 zurück (1604 Jahre seit der Niederschrift des „De Bello Gallico“ (ZC, Band I, S. 33)) und sieht dies auch logisch in die Biografie Froben Christophs eingereiht (1549, Geburt des Stammhalters Wilhelm, dadurch auch stärkere Förderung durch den Onkel Gottfried Werner, für den Froben quasi ein Adoptivsohn geworden war und der nun, nach einer Zeit der Enttäuschung über das Fehlen eigener Söhne, wieder dynastisch zu denken begann und nach dessen Tod im Jahr 1554 Froben Christoph die notwendige Unabhängigkeit bescherte, seine historischen Interessen zu verfolgen). Die Handschrift A, aufwändig auf Pergament geschrieben, war zunächst sicherlich als Reinschrift geplant. Mit der Beschäftigung mit dem Stoff wuchs aber die Zahl der notwendigen Korrekturen und Nachträge, sodass eine Neufassung in Angriff genommen wurde. Den Beginn dieser Niederschrift von Handschrift B datiert Wolf, wiederum aus dem Rückschluss einer Textstelle in B, die in A nicht mehr vorhanden war (die Zerstörung eines Bildteppichs im Kloster Ettenheimmünster vor 40 Jahren im Bauernkrieg, ZC, Band I, S. 65), auf 1564/65.
Die Abschrift von A und die Erstellung von Nachträgen erfolgten parallel, was aus der Abnahme der Anzahl der Nachträge zum Ende der Chronik geschlossen werden kann. Die Erstellung einer endgültigen Niederschrift wurde durch Froben Christophs Tod im November
1566 verhindert. Geschrieben wurde die Chronik in der Kanzlei Froben Christophs in Meßkirch, der Residenz der Grafen von Zimmern. Burg Wildenstein als möglicher Entstehungsort entspricht wohl eher einem neuzeitlichen romantisierenden Wunschdenken.
Froben Christoph hinterließ neben acht Töchtern mit Wilhelm von Zimmern nur einen männlichen Erben. Dieser verkaufte bzw. verschenkte bereits zu Lebzeiten die wertvolle Wunderkammer (aus dem Stammsitz Burg Herrenzimmern) Wilhelm Werners von Zimmern an Ferdinand II.
Sie bildete den Grundstock der Ambraser Sammlung. 1594 verstarb Wilhelm kinderlos, das Geschlecht der Zimmern erlosch. Das Ziel der Chronik wurde bereits nach einer Generation verfehlt.
Die Chronik verblieb nach Graf Wilhelms Ausverkauf an Ferdinand II. in Familienbesitz. Nach dem Tod Wilhelms scheint die helfensteinische Familie der zweitältesten Schwester Apollonia in der besten ökonomischen Verfassung gewesen zu sein. Beim Erbgang 1596 übernahmen sie den Familienbesitz in Meßkirch und Wildenstein, die übrigen Erben wurden mit 400.000 Gulden abgefunden. Ein Teil des literarischen Nachlasses kam zwar auch über die jüngere Schwester Kunigunde an die Familie der Königsegger nach Aulendorf, Wolf weist aber logisch darauf hin, dass die Chronik, deren Inhalt ja auch eine Dokumentation der Zimmerischen Besitzverhältnisse darstellt, bei den Haupterben verblieben sein muss. Ein früherer Übergang, zumindest der Handschrift A an Fürstenberg über die Schwester Anna ist ebenfalls möglich. Diese hatte den Nonnen des Klosters Frauenalb Informationen aus einem „uhralten … Buch“ übermittelt, die sich auch in der Chronik wieder finden.
Der verbleibende Teil der Zimmerischen Bibliothek befand sich bis 1768 in Meßkirch und wurde erst dann nach Donaueschingen verbracht. Im dabei aufgestellten Inventar ist die Chronik aber nicht aufgeführt. Sie ist dennoch kurz nach diesem Zeitpunkt in der Hofbibliothek Donaueschingen nachweisbar.

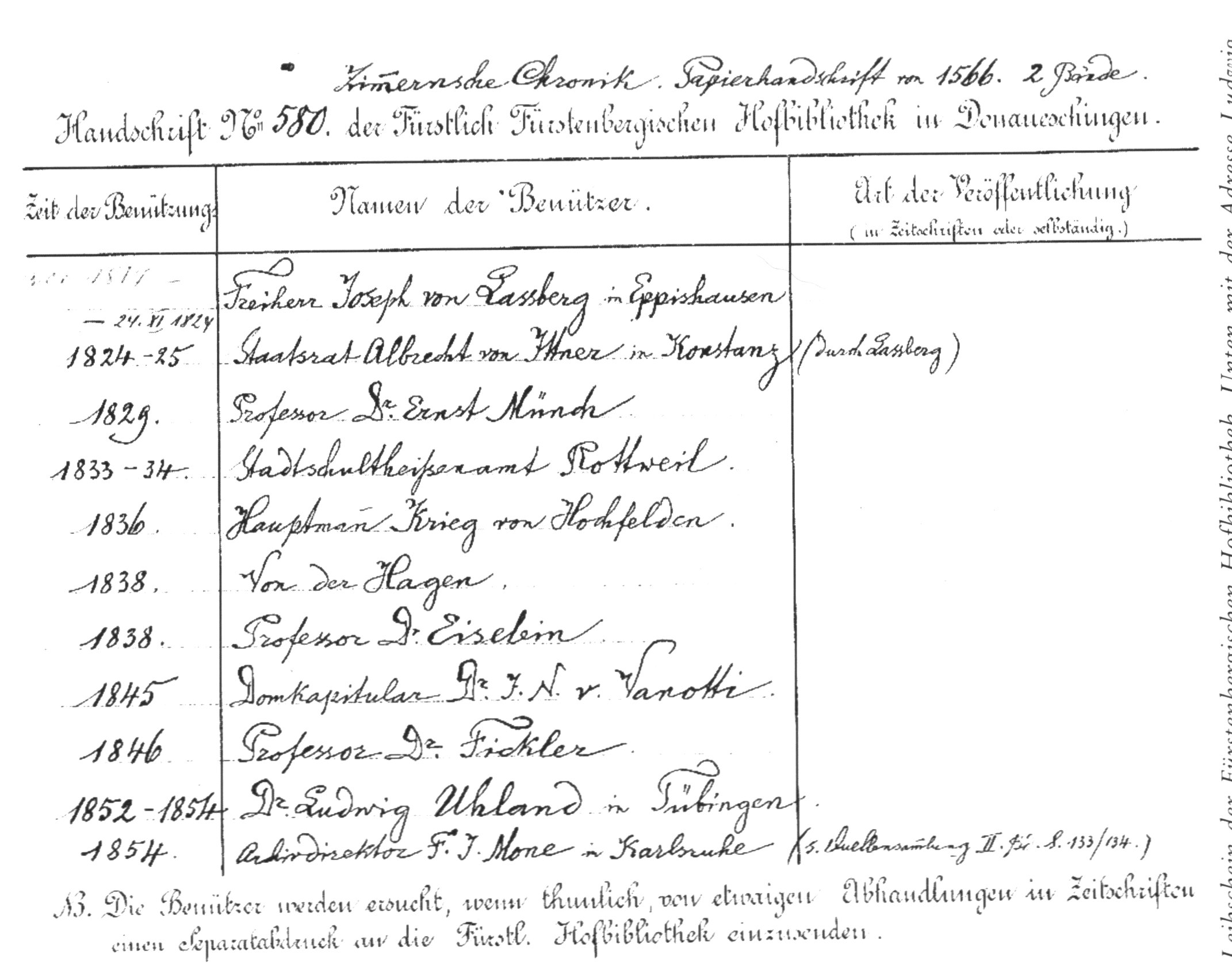
Leihschein der Fürstlich Fürstenbergischen Hofbibliothek für Handschrift 580

Nach ihrer Wiederentdeckung um 1776 durch den Hofkammerrat und Archivar Carl Joseph Doepfer erlangte sie durch Joseph von Laßberg Anfang des 19. Jahrhunderts Bekanntheit in literarischen wie historischen Kreisen. Laßberg verwendete Teile daraus in seinem „Liedersaale“. Sein Freund Joseph Albrecht von Ittner zog ebenfalls Stoffe für seine Erzählungen aus der Chronik. Ebenfalls auf Vermittlung Laßbergs verwendete Friedrich Heinrich von der Hagen (1838) Teile daraus in seiner Geschichte der Minnesänger und Joseph Eiselein in seiner Sprichwörtersammlung. Sowohl Ernst Münch für seine „Geschichte des Hauses Fürstenberg“ (1829) als auch Krieg von Hochfelden für die „Geschichte der Grafen von Eberstein in Schwaben“ (1836) und Johann Nepomuk Vanotti in der „Geschichte der Grafen von Montfort und Werdenberg“ (1845) griffen auf die Chronik zurück. Heinrich Ruckgaber schrieb daraus seine „Geschichte der Grafen von Zimmern“ (1840). Ludwig Uhland zog sie als Quelle für seine Sagensammlung heran.
Die Manuskripte befanden sich bis 1993 in der Hofbibliothek Donaueschingen und kamen von dort in die Württembergische Landesbibliothek in Stuttgart.
Karl August Barack edierte im Rahmen der Bibliothek des Litterarischen Vereins in Stuttgart die Chronik zum ersten Mal 1869 (Bände der Reihe 91 bis 94), eine neue verbesserte Ausgabe erschien von ihm 1882 (nachgedruckt 1932 durch den F. W. Hendel Verlag und herausgegeben vom Paul Herrmann). Das Verdienst Baracks liegt darin, die Chronik in ihrer Gesamtheit erstmals einer breiteren Öffentlichkeit zugänglich gemacht zu haben. Alle späteren Veröffentlichungen sind lediglich zumeist auf die Schwänke und Sagen begrenzte Auszüge, die darüber hinaus in die heutige Sprache übersetzt wurden.
Baracks Edition enthält ein umfangreiches Personen- und Ortsverzeichnis. Das ebenfalls sehr umfangreiche Wörterverzeichnis stellt den Stand der Mitte des 16. Jahrhunderts in Meßkirch verwendeten Kanzleisprache dar, die als eine Art Hochschwäbisch bezeichnet werden kann. Die Biografie Froben Christophs bedenkend, der sich diese Sprache erst mit 24 Jahren voll aneignen konnte, sollten aber Einflüsse des kurmainzischen Fränkisch seiner Jugend in Mespelbrunn und Aschaffenburg sowie die Sprache des kaiserlichen Kammergerichts in Speyer nicht ausgeschlossen werden.
Barack wollte die unvollendete Chronik in einer – Baracks Ansicht nach – von Froben Christoph gedachten Form rekonstruieren, indem er spätere „Nachträge“ an ihren „gedachten“ Platz einfügte. Dadurch entsteht oft der Eindruck der Langatmigkeit und des häufigen Abschweifens vom Thema und möglicherweise auch der Eindruck, es handele sich mehr um eine Schwanksammlung als um ein historisches Werk. Auch wurden logische Zusammenhänge dadurch so auseinandergerissen, dass sie sich dem heutigen Leser nicht mehr erschließen.

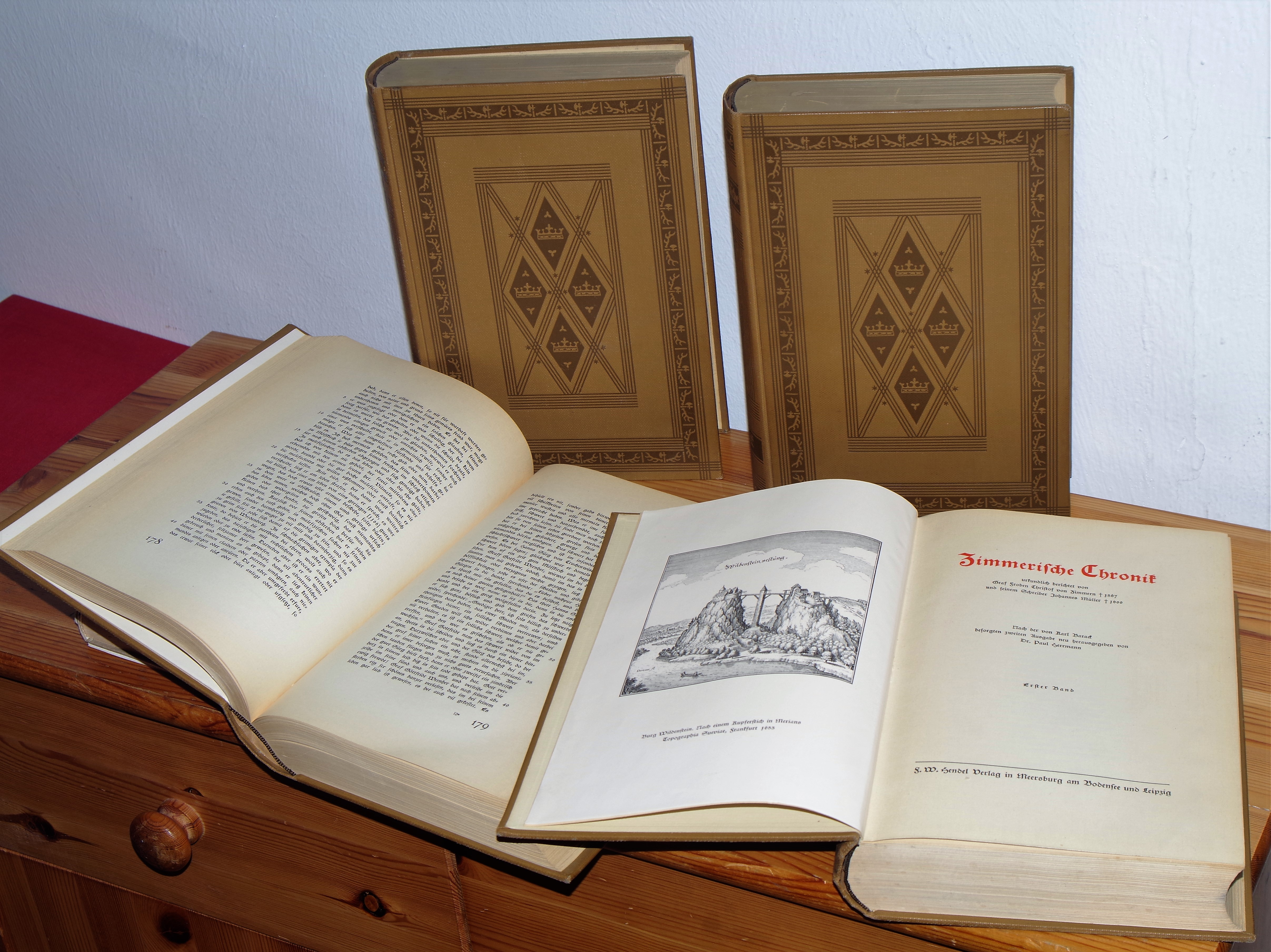
Die bibliophilen Bände des Hendel Verlags

In den 1960er Jahren begann Hansmartin Decker-Hauff in Zusammenarbeit mit Rudolf Seigel (der die Hauptarbeit leistete, während Decker-Hauff erläuternde Randbemerkungen beitrug) mit einer Neuedition, die unvollendet blieb. Diese orientierte sich an der Handschrift B1 und B2. Es war geplant, die Nachträge als solche am Schluss des Werkes zu veröffentlichen. Die Chronik gewann dadurch an Lesbarkeit.

## Ausgaben
- Zimmerische Chronik. Hrsg. von Karl August Barack. Stuttgart 1869 (4 Bde.), veraltet.
- Zimmerische Chronik. Hrsg. von Karl August Barack. 2. Aufl., Mohr, Freiburg 1881–1882 (4 Bde.), maßgeblich. (Bd. 1, Bd. 2, Bd. 3, Bd. 4 im Internet Archive)
- Zimmersche Chronik. Nach der Ausgabe von Barack hrsg. von Paul Hermann. Hendel, Meersburg und Leipzig 1932 (4 Bde.), Nachdruck der Barackschen 2. Auflage.
- Die Chronik der Grafen von Zimmern. Handschriften 580 und 581 der Fürstlich Fürstenbergischen Hofbibliothek Donaueschingen. Hrsg. von Hansmartin Decker-Hauff unter Mitarbeit von Rudolf Seigel. Thorbecke, Konstanz 1964–1972 (3 Bde.), unvollständig.

Auswahlausgaben und Bearbeitungen
- Bernhard Ihringer (Hrsg.): Aus der Chronika derer von Zimmern. Historien und Kuriosa aus sechs Jahrhunderten deutschen Lebens (= Lebensdokumente vergangener Jahrhunderte. Bd. 3). Langewiesche-Brandt, Ebenhausen und Leipzig 1911 (online).
- Johannes Buehler (Hrsg.): Wappen, Becher, Liebesspiel. Die Chronik der Grafen von Zimmern 1288-1566. Societäts-Verlag, Frankfurt am Main 1940 (Nachdruck 1988).
- Walther Frick: Es war so ganz anders. Geschichten aus der Zimmern'schen Chronik. Geiger, Horb 1988, ISBN 3-89264-260-5.
- Gunter Haug: Von Rittern, Bauern und Gespenstern. Geschichten aus der Chronik der Grafen von Zimmern. Gmeiner, Meßkirch 1996, ISBN 3-926633-34-4.
- Gunter Haug: Die Welt ist die Welt. Noch mehr Geschichten aus der Chronik der Grafen von Zimmern. Gmeiner, Meßkirch 1997, ISBN 3-926633-37-9.